# Tiago Monteiro
Tiago Monteiro (portuguès: Tiago Vagaroso da Costa Monteiro)  (Porto, 24 de juliol de 1976) és un pilot de Fórmula 1. És conegut per ser el pilot que més carreres ha acabat consecutivament a la seva primera temporada i el pilot que més carreres ha acabat a la mateixa temporada.

## Inicis
Monteiro va ser impulsat pel seu pare a participar en l'esport del motor i ja l'any 1997 va competir a la Porsche Carrera Cup de França. Cinc victòries i cinc poles a la graella de sortida li van permetre guanyar el campionat de classe "B", i amb el títol de novell de l'any.
L'any 1998, va passar al campionat de Fórmula 3 francesa, finalitzant la temporada en el 12è lloc i enduent-se de nou el reconeixement al millor debutant de l'any. En aquesta mateixa categoria, l'any després va obtenir una victòria i tres podis per acabar l'any en el sisè lloc del campionat. Per una altra banda, va competir a les 24 hores de Le Mans, acabant en el 16è lloc de la general i en el 6è de la classe GT2.
A les Finals Internacionals Renault que es van dur a terme al Circuit d'Estoril, Monteiro va aconseguir la victòria, la pole position i la millor volta en carrera.
El portuguès va tornar a competir en la F3 francesa l'any 2003, finalitzant segon en la temporada després de guanyar 4 curses.
L'any 2004 el pilot va signar com a pilot de proves de la Fórmula 1 per Minardi, a més de competir en la Nissan World Series amb Carlin Motorsport on fou de nou el millor pilot principiant de l'any en acabar 2n en el campionat.

## Carrera en la Fórmula 1

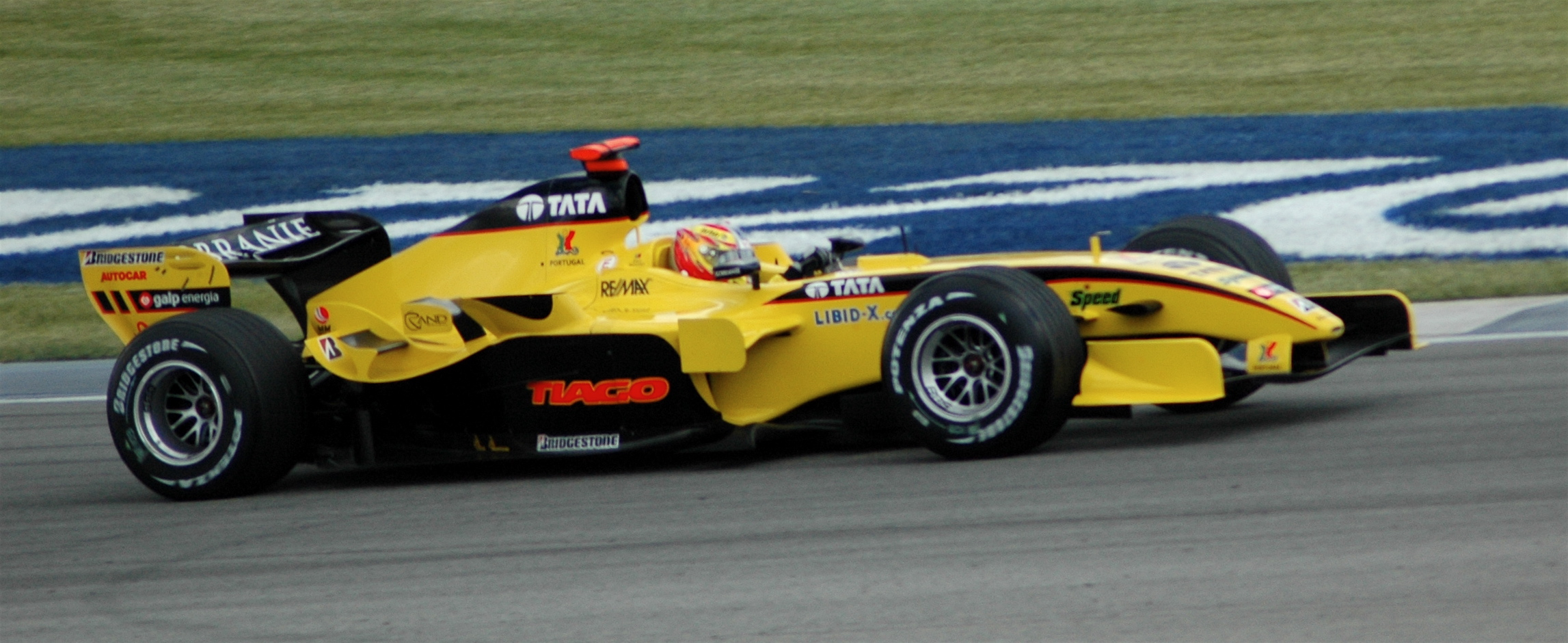
Monteiro en el Gran Premi dels Estats Units quan va aconseguir el seu 1r podi

Després que el Grup Midland va comprar Jordan Grand Prix, Monteiro va ser anunciat com un complet controlador de temps de la cursa juntament amb l'indi Narain Karthikeyan. El 2005 GP dels Estats Units va aconseguir el seu primer podi en la farsa de les circumstàncies quan els equips de tots menys tres es van retirar a causa de les discussions sobre seguretat dels pneumàtics (Michelin equips equipats es va retirar de la cursa, no tenint el seu lloc a la graella. Els equips de Bridgestone van ser els únics a córrer). Monteiro va acabar en tercer lloc de només sis conductors.
A la cerimònia del podi, en què cap dels oradors programats van estar presents, pilots de Ferrari, Michael Schumacher i Rubens Barrichello en silenci rebre els seus premis, i va sortir ràpidament. No obstant això, Monteiro es va quedar enrere, per celebrar el seu primer podi només entre els seguidors de les esbroncades, una decisió que, tot i que inicialment polèmica, darrerament es va reunir amb certa simpatia de la fraternitat de la Fórmula 1.
A partir de 2005 el Gran Premi dels Estats Units, Monteiro va esdevenir el pilot portuguès de més èxit en carreres de Fórmula 1. Pedro Lamy va celebrar aquest registre abans de Tiago amb un punt i el sisè lloc al Gran Premi d'Austràlia de 1995 amb Minardi. També de la nota, a partir de 2005 el Gran Premi de Bèlgica (on també es va marcar un altre punt), Monteiro havia acabat totes les curses de la temporada 2005, i té el rècord de finals consecutius per a un pilot novell a la Fórmula 1, tenint present de Jackie Stewart (1965 temporada) i Olivier Panis (temporada 1994), que va acabar els seus primers sis carreres. Al Gran Premi del Brasil del 2005, però, fallada de motor portat la seva carrera fins al final. Tot i això, però, en acabar les dues últimes curses de la temporada al Japó i la Xina, va aconseguir trencar el rècord de més acaba en una sola temporada. Michael Schumacher va acabar les 17 curses de la temporada 2002, mentre que tant ell com Rubens Barrichello ha finalitzat 17 de les 18 carreres el 2004. L'11è lloc final el 2005 Gran Premi de la Xina va significar que havia acabat 18 de les 19 carreres.
A prop del final de la temporada 2005, Monteiro va estar involucrat en un incident amb el pilot colombià Juan Pablo Montoya en les últimes voltes del Gran Premi de Turquia. L'accident de cotxe danyat Montoya i li va fer perdre el control de la mateixa en la penúltima volta, deixant que el seu rival Fernando Alonso per McLaren i d'arruïnar l'oportunitat d'un acabat de primera 1/2 des de 2000.
El 2006 re-signat Monteiro Midland associar Christijan Albers.
 Els dos tingut una temporada molt menys èxit, amb el seu cotxe, el M16, ni tan sols el registre d'un sol punt. A les 18 curses, Monteiro es va retirar de set, amb el seu millor resultat estar al Gran Premi d'Hongria, on va acabar novè, just fora dels punts dels llocs de puntuació en la temporada 2006.
El 21 de desembre de 2006 es va anunciar que Monteiro no seria de carreres per a l'equipSpyker F1 el 2007. L'altament valorat alemany Adrian Sutil va ser signat en lloc d'un contracte a llarg termini.

## Palmarès
Actualitzat a finals de la temporada 2006
- Curses disputades: 36
- Millor classificació en un G.P.: 3è (USA ’05)
- Millor classificació en el Mundial: 16è (2005)